# バリー (スイスの企業)

Logo

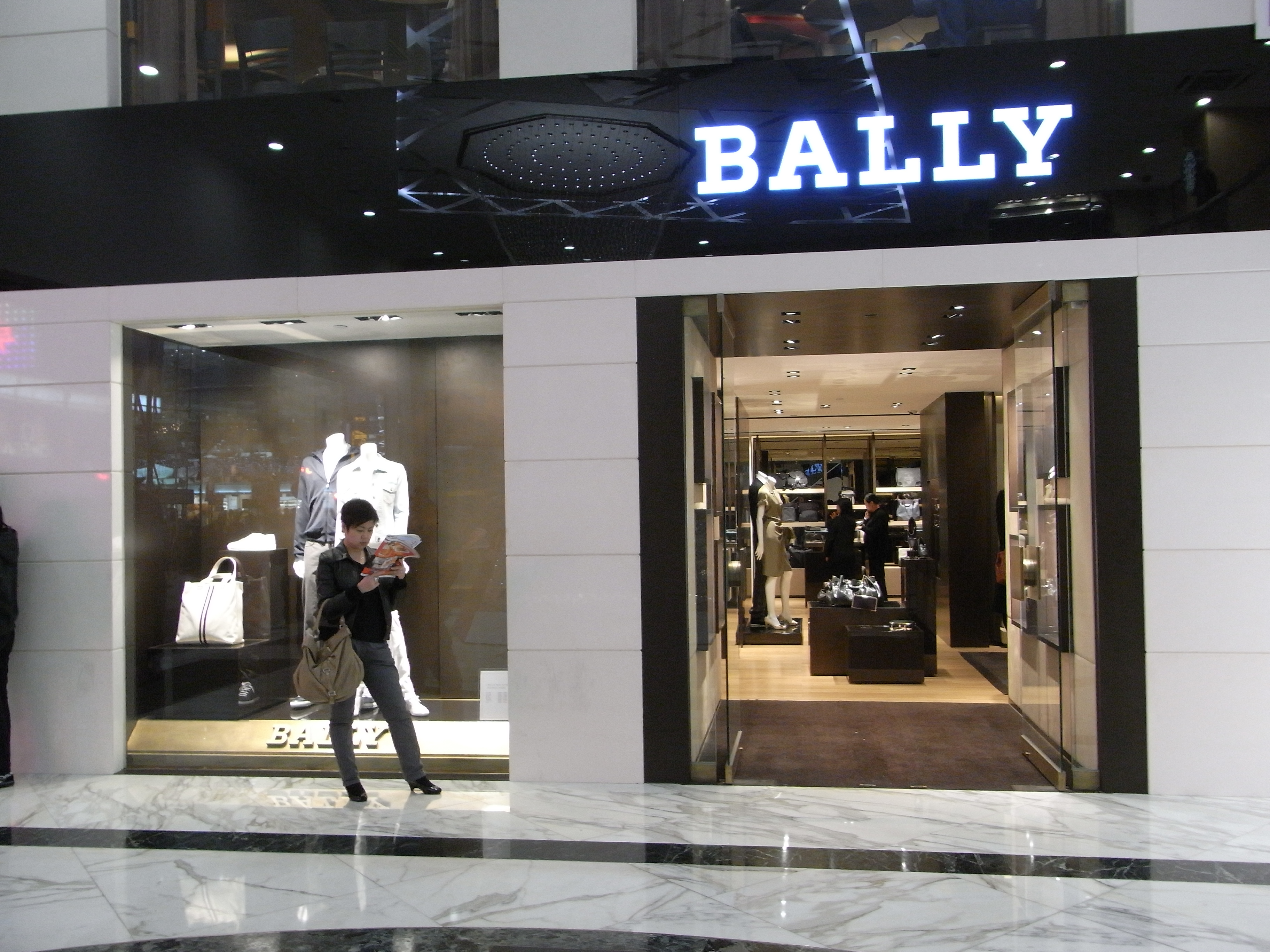
バリーの直営店（香港）

バリー（英:BALLY）は、スイスの靴、バッグなどを製造する企業である。

## 歴史
スイス ゾロトゥルン州シェーネンヴェルトにある家族の家の地下に、カール・フランツ・バリー(1821-1899)と彼の弟フリッツ・バリー(1823-1878)によって設立。元々の家族経営は、弾性リボンの製造だった。
1851年 シェーネンヴェルトに設立され、3年後に村の中心に位置する最初の工場が建設された。
1854年、フリッツ・バリーは引退。
1870年代までに、バリーはフットウェア業界のリーダーとして認められた。
1892年にブランドの創始者が会社を息子に手渡すと、CF Bally＆Sonsに変更された。バリーは国際的に成長し、ジュネーブ、ブエノスアイレス、パリ、ロンドンに出店した。
1980年代には、バリーは改革後と開業でオープンした最初のヨーロッパの高級品ブランドの1つとなった。
2008年、TPG CapitalはBally International AGをオーストリアのウィーンに拠点を置くLabelux Groupに売却した。ドイツの億万長者Reimann家族によって、家族の投資部門Joh A. Benckiserの一部として設立された。